# أليسون وندرلاند
ألكسندرا مارجو شولر (بالإنجليزية: Alexandra Margo Sholler) (مواليد 27 سبتمبر 1986)، التي تؤدي دور أليسون وندرلاند (بالإنجليزية: Alison Wonderland)، هي منتجة موسيقى إلكترونية راقصة ودي جية ومغنية أسترالية. تم إصدار ألبومها الأول، يركض، في 20 مارس 2015، والذي بلغ ذروته في المركز السادس على أريا ألبومات تشارتس وحصل على الذهب المعتمد من أريا. ألبومها الثاني، مستيقظ، ظهر لأول مرة في المرتبة الأولى على أفضل بيلبورد للرقص/الإلكتروني الألبومات. تم إدراجها في المرتبة 96 على قائمة أفضل 100 دي جي في مجلة دي جي في أكتوبر 2018. وهي أيضًا أعلى منسقة دي جي فواتير في تاريخ كوتشيلا. بعيدًا عن كونها مشهورة بموسيقاها، فهي تتحدث بصراحة عن دعمها للصحة العقلية وغالبًا ما تشارك تجاربها مع معجبيها.

## الشخصية

### السنوات المبكرة
ولدت أليسون وندرلاند باسم ألكسندرا شولر في عام 1986. وهي من أصل كرواتي. نشأت في سيدني حيث تدربت على الموسيقى الكلاسيكية، وتخصصت في التشيلو. غنت كعازفة تشيلو مع أوبرا سيدني للشباب، ثم أصبحت فيما بعد عازفة جيتار باس في عدد قليل من فرقة إيندي روك المستقلة.
تذكرت وندرلاند احقًا كيف طورت اهتمامًا بموسيقى إلكترونية راقصة، «خرجت إلى نادٍ يُدعى Candy's Apartment ... شخص ما لعب» الصرخة الصامتة«بالذا نیف... أتذكر مجرد تقسيم المناطق تمامًا... والمشي فوقها إلى الدي جي وسأل،» ما هذا المسار؟! من فضلك قل لشخص ما هذا المسار، لأن هذا رائع"." اسم أدائها هو تورية لرواية لويس كارول أليس في بلاد العجائب.

### الصحة النفسية
في عام 2018، كشفت أليسون وندرلاند أنها كانت تحارب الاكتئاب والأفكار الانتحارية الناجمة عن علاقة مسيئة. لقد فقدت تمامًا شهيتها للطعام والتفاعل الاجتماعي مع الآخرين، وحاولت الانتحار في مرحلة ما. كانت كتابة كلمات 2017 ألبومها مستيقظ علاجية. في عام 2019، قررت إلغاء العديد من العروض في أوروبا للتركيز على صحة نفسية بعد استشارة مديريها وأطبائها الشخصيين، بدعم ساحق من زملائها من منسقي الأغاني وفناني إي دي إم والمعجبين على حدٍ سواء.

## الحياة المهنية

### 2012–2013: الريمكس والأداء
خلال عام 2012، عملت كمنسقة ريمكس على أغنية «اتمنى لو انني لم اقابلك» لسام سبارو، والتي ظهرت كأغنية إضافية على النسخة اليابانية لهذا الفنان من ألبومه الثاني، العودة إلى الجنة (يونيو 2012). لاحظت سنيها ديف من ميوزيك فيدز، «[هي] تثبت مرة أخرى سبب تحولها إلى حد ما لسلطة ريمكس. لم يلعبها مؤخرًا سوى بيت تونغ على راديو بي بي سي 1، [هي] تكمل تمامًا غناء سبارو الكريمي. مشبعًا بعمق حس المنزل، ومع ذلك مطبوع بالذوق الأصلي، فإن هذا الترتيب يصور بالضبط ما يجب أن يكون عليه ريمكس جيد - تكريمًا للأصل».
أيضًا في عام 2012، قام وندرلاند بجولة مع مهرجان بارك لايف، حيث قام بزيارة حدائق المدينة الأسترالية في الفترة من سبتمبر إلى أكتوبر. تضمنت قائمة مجموعاتها ريمكساتها، وأغنية اتمنى لو انني لم اقابلك لسبارو، وعيون زرقاء (أليسون وندرلاند ريمكس) لليديهاوك. تم تقديم النقاط البارزة بواسطة فالكونا على فيميو، حيث تمت مقابلتها أيضًا من قبل بوندي ويسبيرز. لاحظت لورين باين من بيربل سنيكرز، أن نسخة وندرلاند من «عيون زرقاء» هي «ريمكس رقمي جدًا لأغنية ليديهاوك الجديدة الجذابة. تبديل الجيتار والطبول للحصول على مظهر إلكتروني أكثر، [وندرلاند] أدخلت بعض التعديلات التقنية على الأغنية المنفردة والمنتج النهائي، بأسلوب [وندرلاند] الحقيقي، رائع فقط!»

### 2013–2014: «إستعد» علىاهدأ
أصدرت أليسون وندرلاند أغنيتها المنفردة الأولى، «إستعد» (التي تظهر الفيشينغ)، في يوليو 2013. شارك في كتابة المسار شولر مع راسل فيتزجيبون، بريندان بيتشيو ودوغلاس رايت. يؤدي فيتزجيبون ورايت دور الثنائي الموسيقي المنزلي، الفيشينغ. تم توقيعها مع إي إم آي ميوزيك الأستراليا في عام 2014، وهي جزء من يونيفرسال ميوزيك الأستراليا. بصفتها دي جية، شرعت في جولة وطنية وهي تلعب في المستودعات.
في 27 يونيو 2014، تم إصدار أول مسرحية ممتدة من خمسة مسارات، اهدأ. قدمت أغنيتين فرديتين، «أريدك» (مايو) و «برد». بلغ «أريدك»، الذي شارك في كتابته شولر مع أندرو سوانسون (المعروف أيضًا باسم دجيمبا دجيمبا)، ذروته في المرتبة 38 على أريا تشارت الإصدار منفرد، وحصل على شهادة ذهبية من أريا في عام 2016. وتصدرت مخططات هايب ماشين تشارتس بصفتها هي الضربة الأكبر في ذلك الوقت.

### 2015–2016:يركضعلى «المسيح»
في فبراير 2015، أصدرت وندرلاند أغنية «أنت لا تعرف» التي ظهرت واين كوين من فلامينغ ليبز على غناء الضيوف. اكتسب الأغنية المصورة شعبية بسبب الدور القيادي لكريستوفر مينتز-بلاز جنبًا إلى جنب مع وندرلاند. بلغ «أنت لا تعرف» ذروته في المركز 63 على أريا تشارت الإصدار منفرد. في مارس، أصدرت وندرلاند ألبومها الأول يركض. بالنسبة للألبوم، استخدم وندرلاند زملائه الفنانين الأستراليين، سلمبرجاك وسفيا بالإضافة إلى العديد من المنتجين، دجيمبا دجيمبا وAwe وليدو. بلغ ذروته في المرتبة 6 في أستراليا والمرتبة 12 في نيوزيلندا. أشادت كي سبنس من YourEDM.com بالألبوم نظرًا لتنوعه ومشاركتها في الألبوم، حيث كان يُنسب إليها باعتبارها كاتبة ومغنية ومنتجة. تم إصدار مسار العنوان كأغنية فردية في 11 يونيو، إلى جانب الأغنية المصورة الخاص به. بلغ الأغنية المصورة ذروته في المرتبة السادسة في أستراليا مما جعله أكبر نجاح لها حتى الآن. حصل «يركض» على أكثر من مليوني بث على سبوتيفاي اعتبارًا من 20 يناير 2016.
في 4 أغسطس 2015، تم إصدار مقطع مصورة لأغنية الألبوم «خذها إلى الواقع» الذي يظهر فيه سفيا في 4 سبتمبر 2015 تم إصدار يركض في المملكة المتحدة. صدرت الأغنية المنفردة الثالثة والأخيرة، «الألعاب»، في 9 سبتمبر، وقد أشاد بها سبنس لافتقارها إلى عناصر التراب، والتي تضم معظم موسيقى وندرلاند. تم إصدار الأغنية المصورة في نفس اليوم وكان مشهدًا لمرة واحدة لأداء وندرلاند للعديد من الألعاب الرياضية بما في ذلك غرايدايرون وفنون قتالية وشطرنج. تم إصدار طبعة فاخرة من يركض في 30 أكتوبر، والذي تضمن ريمكسات من الفردي، «أنت لا تعرف»، «أريدك»، «الألعاب»، «يركض» و «إستعد».
تم ترشيح أليسون وندرلاند في فئتين في حفل جوائز الموسيقية الأريا لعام 2015، أفضل إصدار رقص عن الأغنية المنفردة، «يركض»؛ وأفضل مصورة فی لأغنية «أنت لا تعرف» من بطولة واين كوين. كان الأخير في فئة تم التصويت عليها علنًا. كانت واحدة من ثمانية مرشحين حصلوا على ترشيحين بالضبط.
تم إدراج أغنيتها «يركض» في تريبل جي سخونة 100، عام 2015 في المرتبة 59. في 6 فبراير 2016، قامت بمعاينة أغنية «المسيح»، في عرض، والذي تضمن المزيد من عناصر البوب مقارنة بموادها السابقة. تم إصداره كأغنية فردية في أواخر عام 2016 مع منتج موسيقى الهيب هوب الأسترالي، M-Phazes.

### 2017–2019: «مكان سعيد» علىمستيقظ
في 22 سبتمبر 2017، تم اختيار أليسون وندرلاند كأفضل فنان جديد لهذا العام في حفل توزيع جوائز الموسيقى الإلكترونية. في 21 أكتوبر 2017، تم تصنيفها في المرتبة 89 في المجلة البريطانية، قائمة أفضل 100 دي جي في مجلة دي جي. في 9 نوفمبر 2017، أصدرت أغنية «مكان سعيد»، قبل ألبومها الثاني، مستيقظ. شعرت كات بين من بيلبورد، «[إنها] تلعب عن قصد في الصعود والهبوط الجامح للأمراض العقلية. وتبدأ بأوتار جيدة التهوية وتناغم أرضي بينما تغني وندرلاند عن كفاحها للبقاء في المساحات المشمسة. تزداد التوترات حيث يؤدي البناء إلى صالة ألعاب رياضية في الغابة مليئة بالضوضاء المتضاربة، وهبطت في واحدة من أكثر إبداعات وندرلاند جموحاً حتى الآن». قرب نهاية عام 2017، شرعت أليسون وندرلاند في جولة محلية بعنوان مشروع بيت الخوف الواندرلاند، وهي جولة لعرض المستودعات عبر بريسبان وملبورن وسيدني وأوكلاند بدعم من ليدو ولونيس وParty Favor وآيساب فيرغ من بين آخرين. ومع ذلك، نظرًا للمشاكل الناشئة عن سوء الأحوال الجوية، أسفرت الجولة عن خسارة مالية كارثية لأليسون وندرلاند وفريقها بما يقرب من 776000 دولار، مما أجبر شركة وندرلاند السياحية على التصفية ووندرلاند نفسها، التي عانت أكثر من هذا الوضع، إلى دين.

### 2020–الحالي: «اشياء سيئة» وألبوم الإستديو الثالث
تم وصفها في الفيلم الوثائقي لعام 2020 قلل من الأهمية.
في 23 سبتمبر 2020، أصدرت وندرلاند أغنية «اشياء سيئة»، وهي أول أغنية منفردة من ألبومها الإستديو الثالث القادم، والتي ستصدر في عام 2021.

## ديسكوغرافيا

### ألبومات الإستديو
| الاسم                 | التفاصيل                                                          | مرتبة الذروة      | مرتبة الذروة      | مرتبة الذروة      | مرتبة الذروة      |
| الاسم                 | التفاصيل                                                          | AUS               | NZ                | US                | US Dance          |
| --------------------- | ----------------------------------------------------------------- | ----------------- | ----------------- | ----------------- | ----------------- |
| يركض                  | - الإصدار: 20 مارس 2015 - سجل العلامة: إي إم آي ميوزيك الأستراليا | 6                 | 12                | —                 | 1                 |
| مستيقظ                | - الإصدار: 6 أبريل 2018 - سجل العلامة: إي إم آي ميوزيك الأستراليا | 7                 | 14                | 88                | 1                 |
| ألبوم الإستديو الثالث | - الإصدار: 2021 - سجل العلامة:                                    | ليتم الإصدار عنها | ليتم الإصدار عنها | ليتم الإصدار عنها | ليتم الإصدار عنها |

### ألبومات المطولة
| الاسم | التفاصيل                                                           |
| ----- | ------------------------------------------------------------------ |
| اهدأ  | - الإصدار: 27 يونيو 2014 - سجل العلامة: إي إم آي ميوزيك الأستراليا |

### أغاني منفردة

#### كفنان رئيسي
| الاسم                                            | السنة | مرتبة الذروة | مرتبة الذروة | مرتبة الذروة | مرتبة الذروة | الشهادات         | ألبوم                |
| الاسم                                            | السنة | AUS          | NZ Heat.     | NZ Hot       | US Dance     | الشهادات         | ألبوم                |
| ------------------------------------------------ | ----- | ------------ | ------------ | ------------ | ------------ | ---------------- | -------------------- |
| "إستعد" (يضم الفيشينغ)                           | 2013  | —            | —            | —            | —            |                  | غير الألبوم الأغنية  |
| "أريدك"                                          | 2014  | 38           | —            | —            | —            | - أريا: البلاتين | اهدأ                 |
| "برد"                                            | 2014  | —            | —            | —            | —            |                  | اهدأ                 |
| "أنت لا تعرف" (يضم واين كوين)                    | 2015  | 63           | —            | —            | 29           |                  | يركض                 |
| "يركض"                                           | 2015  | —            | —            | —            | —            |                  | يركض                 |
| "الألعاب"                                        | 2015  | —            | —            | —            | —            |                  | يركض                 |
| "المسيح" (مع M-Phazes)                           | 2016  | —            | —            | —            | —            |                  | غير الألبوم الأغنية  |
| "مكان سعيد"                                      | 2017  | —            | —            | —            | —            |                  | مستيقظ               |
| "كنيسة"                                          | 2018  | 54           | 5            | —            | 35           | - أريا: البلاتين | مستيقظ               |
| "لا"                                             | 2018  | —            | 7            | —            | 44           |                  | مستيقظ               |
| "عالي" (يضم تريبي ريد)                           | 2018  | —            | —            | —            | 18           |                  | مستيقظ               |
| "سهل"                                            | 2018  | —            | 9            | —            | —            |                  | مستيقظ               |
| "فقدت عقلي" (مع ديلان فرنسيس)                    | 2019  | —            | —            | —            | 23           |                  | غير الألبوم الأغانية |
| "سلام"                                           | 2019  | —            | —            | 18           | 33           |                  | غير الألبوم الأغانية |
| "زمن" (مع Quix)                                  | 2019  | —            | —            | —            | —            |                  | غير الألبوم الأغانية |
| "دبليو.دبليو.سي.دي.بي." (مع phem)                | 2020  | —            | —            | —            | —            |                  | غير الألبوم الأغانية |
| "اشياء سيئة"                                     | 2020  | —            | —            | —            | 34           |                  | غير الألبوم الأغانية |
| "أي شئ" (مع فالنتينو خان)                        | 2020  | —            | —            | —            | 35           |                  | غير الألبوم الأغانية |
| "—" يشير إلى تسجيل لم يتم رسمه أو لم يتم إصداره. |       |              |              |              |              |                  |                      |

#### كفنان مشارك
| الاسم                                    | السنة | الألبوم             |
| ---------------------------------------- | ----- | ------------------- |
| "متخبط" (تشيت بورتر يضم أليسون وندرلاند) | 2020  | غير الألبوم الأغنية |

### رميكسات
2012
- ليديهاوك: «عيون زرقاء»[19]
- 360: «الأولاد مثلك»[70]
- ليتل دراغون: «خلط حلم»[71]

2014
- كروكيد كلرز: «نزل»[72]

2015
- ديوك دومونت: «يقود المحيط»[73]
- هيرميتود: «الطنين»[74]
- جاستن بيبر: «وات دو يو مين؟»[75]

2017
- ليدو: «مجنون»[76]
- دوا ليبا: «قوانين جديدة»[77]

## جوائز والترشيحات
| سنة  | مراسم                        | متلقي         | طبقة                                      | نتيجة |
| ---- | ---------------------------- | ------------- | ----------------------------------------- | ----- |
| 2015 | جوائز جي لعام 2015           | يركض          | ألبوم العام الاسترالي                     | رُشِّح   |
| 2015 | جوائز الموسيقية الأريا       | "أنت لا تعرف" | أفضل فيديو                                | رُشِّح   |
| 2015 | جوائز الموسيقية الأريا       | "يركض"        | أفضل إصدار رقص                            | رُشِّح   |
| 2016 | جوائز الموسيقى الوطنية الحية | نفسها         | أفضل فنان إلكتروني مباشر (أو دي جي) للعام | رُشِّح   |
| 2017 | جوائز الموسيقى الإلكترونية   | نفسها         | أفضل فنان جديد للعام                      | فوز   |
| 2017 | جوائز جورج اف ام جورجي       | نفسها         | فنان العام                                | فوز   |
| 2018 | جوائز الموسيقية الأريا       | نفسها         | أفضل فنانة                                | رُشِّح   |
| 2018 | جوائز الموسيقية الأريا       | مستيقظ        | أفضل إصدار رقص                            | رُشِّح   |
| 2018 | بيلبورد الرقص                | نفسها         | الفنان الاختراق                           | فوز   |

## روابط خارجية
- الموقع الرسمي
- أليسون وندرلاند على موقع ميوزك برينز (الإنجليزية)
- أليسون وندرلاند على موقع أول ميوزيك (الإنجليزية)
- أليسون وندرلاند على موقع ديسكوغز (الإنجليزية)